# Angirey
Angirey és un municipi francès situat al departament de l'Alt Saona i a la regió de Borgonya - Franc Comtat. L'any 2007 tenia 128 habitants.

## Demografia

### Població
El 2007 la població de fet d'Angirey era de 128 persones. Hi havia 59 famílies, de les quals 20 eren unipersonals (4 homes vivint sols i 16 dones vivint soles), 19 parelles sense fills, 16 parelles amb fills i 4 famílies monoparentals amb fills.
La població ha evolucionat segons el següent gràfic:
Habitants censats

### Habitatges
El 2007 hi havia 69 habitatges, 60 eren l'habitatge principal de la família, 7 eren segones residències i 2 estaven desocupats. 66 eren cases i 3 eren apartaments. Dels 60 habitatges principals, 49 estaven ocupats pels seus propietaris, 10 estaven llogats i ocupats pels llogaters i 2 estaven cedits a títol gratuït; 1 tenia dues cambres, 2 en tenien tres, 20 en tenien quatre i 37 en tenien cinc o més. 46 habitatges disposaven pel capbaix d'una plaça de pàrquing. A 23 habitatges hi havia un automòbil i a 33 n'hi havia dos o més.

### Piràmide de població
La piràmide de població per edats i sexe el 2009 era:
| Homes | Edats   | Dones |
| ----- | ------- | ----- |
| 0     | 95 o +  | 0     |
| 0     | 90 a 94 | 4     |
| 0     | 85 a 89 | 0     |
| 0     | 80 a 84 | 0     |
| 0     | 75 a 79 | 0     |
| 12    | 70 a 74 | 12    |
| 0     | 65 a 69 | 4     |
| 4     | 60 a 64 | 4     |
| 0     | 55 a 59 | 0     |
| 8     | 50 a 54 | 0     |
| 0     | 45 a 49 | 8     |
| 8     | 40 a 44 | 4     |
| 4     | 35 a 39 | 0     |
| 0     | 30 a 34 | 4     |
| 4     | 25 a 29 | 0     |
| 8     | 20 a 24 | 0     |
| 4     | 15 a 19 | 0     |
| 0     | 10 a 14 | 4     |
| 8     | 5 a 9   | 8     |
| 0     | 0 a 4   | 4     |

## Economia
El 2007 la població en edat de treballar era de 84 persones, 68 eren actives i 16 eren inactives. De les 68 persones actives 59 estaven ocupades (30 homes i 29 dones) i 9 estaven aturades (3 homes i 6 dones). De les 16 persones inactives 7 estaven jubilades, 4 estaven estudiant i 5 estaven classificades com a «altres inactius».

### Ingressos
El 2009 a Angirey hi havia 60 unitats fiscals que integraven 138 persones, la mediana anual d'ingressos fiscals per persona era de 17.046 €.

### Activitats econòmiques
Dels 3 establiments que hi havia el 2007, 1 era d'una empresa de fabricació de material elèctric, 1 d'una empresa de transport i 1 d'una empresa de serveis.
L'any 2000 a Angirey hi havia 5 explotacions agrícoles que ocupaven un total de 660 hectàrees.

## Poblacions més properes
El següent diagrama mostra les poblacions més properes.